# Borek (Byczyna)

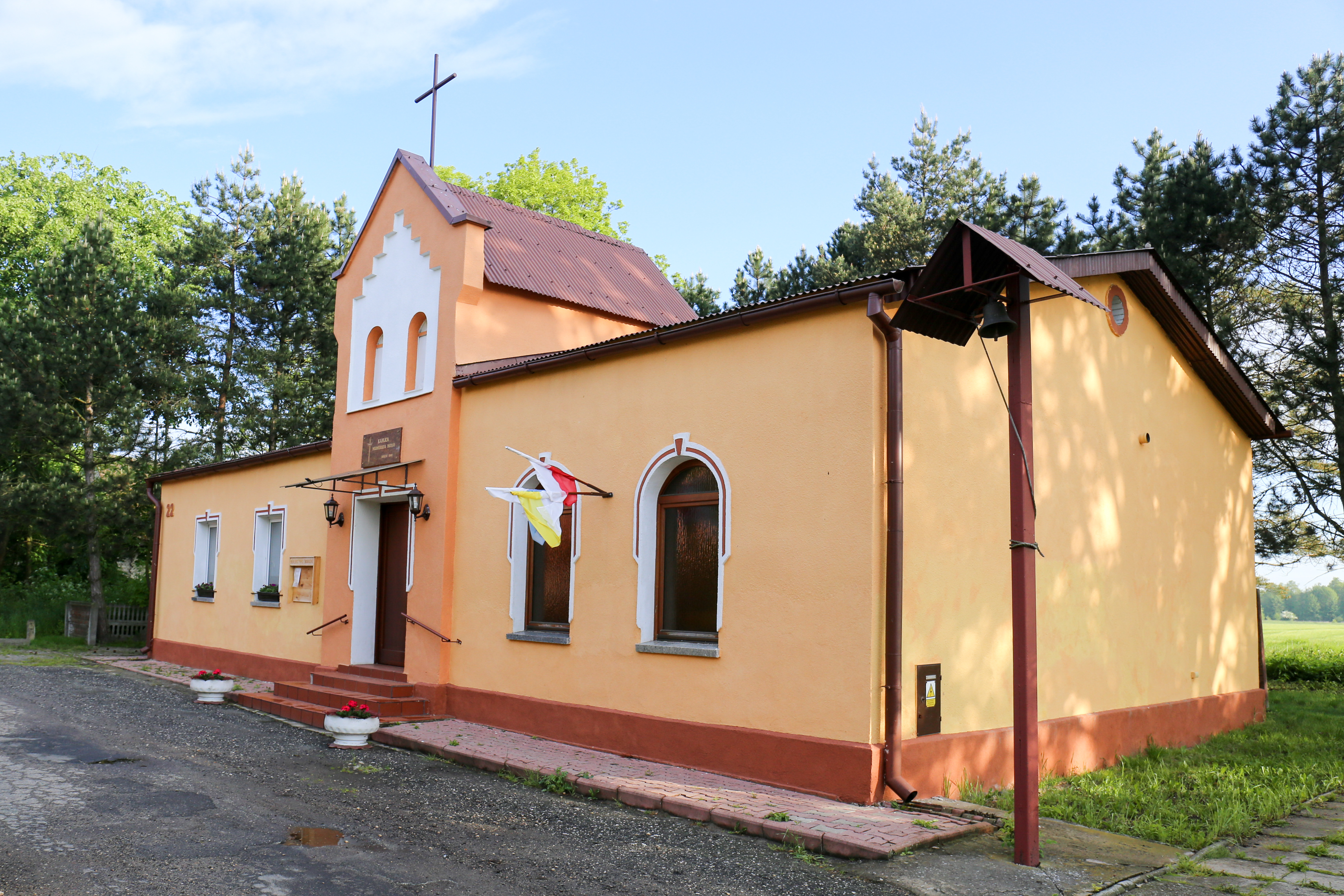
Kapelle der göttlichen Barmherzigkeit

Borek (deutsch Borek) ist ein Ort der Gmina Byczyna in der Woiwodschaft Opole in Polen.

## Geographie

### Geographische Lage
Borek liegt im nordwestlichen Teil Oberschlesiens im Kreuzburger Land. Das Dorf Borek liegt rund sechs Kilometer nordöstlich vom Gemeindesitz Byczyna, rund 23 Kilometer nordöstlich der Kreisstadt Kluczbork und etwa 70 Kilometer nordöstlich der Woiwodschaftshauptstadt Opole (Oppeln). Ein Kilometer nördlich des Dorfes verläuft die Grenze zur Woiwodschaft Łódź.
Nördlich des Dorfes fließt der Fluss Prosna. Dieser bildete 1918 und 1939 die Grenze zu Polen.

### Nachbarorte
Nachbarorte von Borek sind im Nordosten Łubnice, im Süden Roszkowice (Roschkowitz) sowie im Südwesten Jaśkowice (Jaschkowitz).

## Geschichte
1368 wurde das Dorf erstmals als erwähnt. Der Name kommt aus dem polnischen und heißt so viel wie Wäldchen.
Das Dorf gehörte bis 1843 zu Gemeinde Roschkowitz. Am 14. Januar 1869 wurde unter dem damaligen Besitzer des Gutes Roschkowitz, Wilhelm von Taubadel, eine Schule im Ort eröffnet.
1933 lebten in Borek 267 Menschen. Am 13. September 1935 wurde der Name des Ortes in Waldungen geändert. 1939 hatte der Dort weiterhin 267 Einwohner. Bis 1945 gehörte das Dorf zum Landkreis Kreuzburg O.S.
Als Folge des Zweiten Weltkriegs fiel Waldungen 1945 wie der größte Teil Schlesiens an Polen. Nachfolgend wurde der Ort in Borek umbenannt und der Woiwodschaft Schlesien angeschlossen. 1950 wurde es der Woiwodschaft Opole eingegliedert. 1999 kam der Ort zum neu gegründeten Powiat Kluczborski (Kreis Kreuzburg).